# برشتلاند

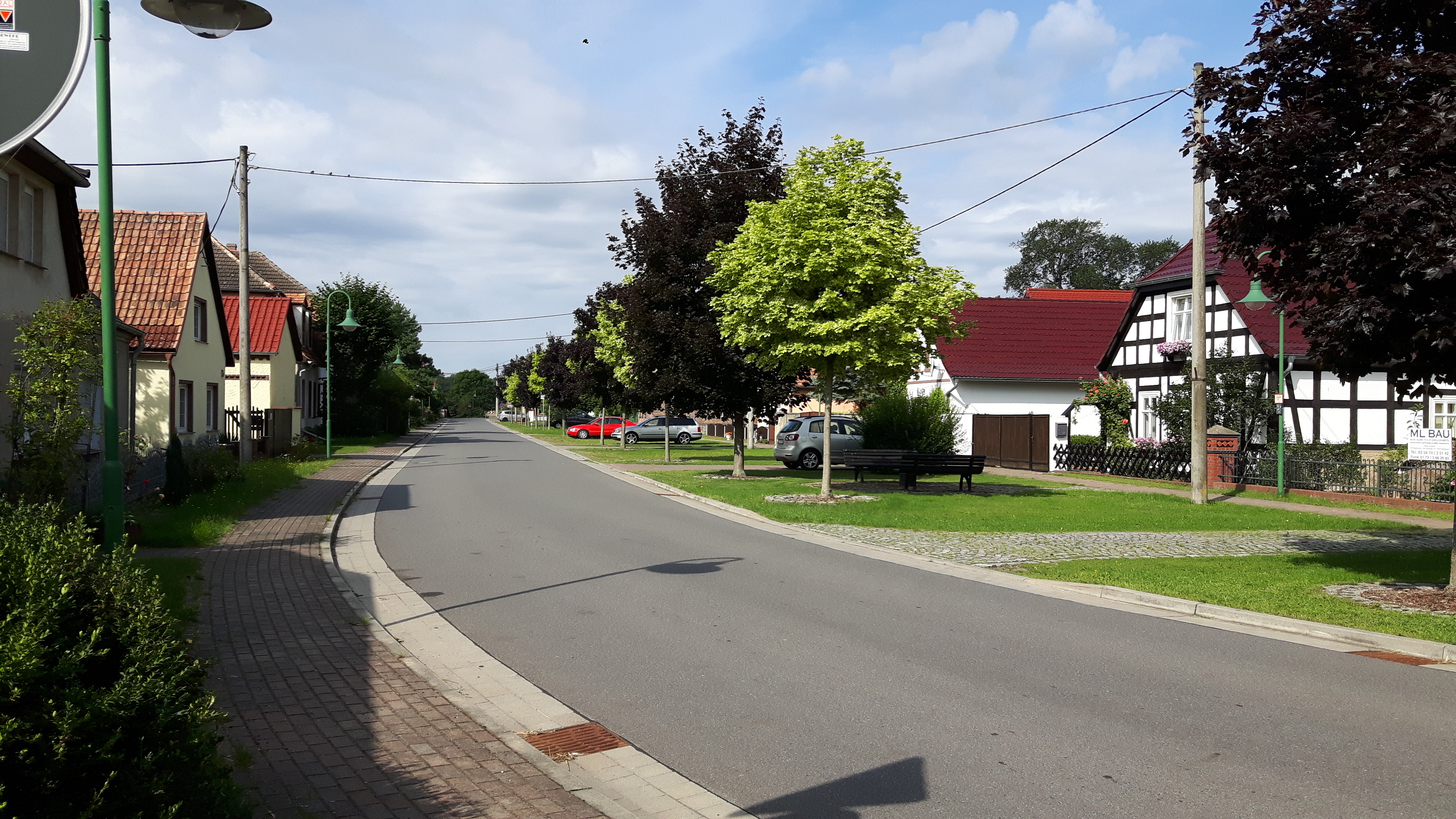
برشتلاند

برشتلاند (به آلمانی: Bersteland) یک شهر در آلمان است که در دامه-اشپریوالد واقع شده‌است. برشتلاند ۹۳۷ نفر جمعیت دارد.